# Wilfried Dumon
Wilfried Dumon (Brugge, 3 juni 1930 – 19 mei 2014) was een Belgisch rooms-katholiek priester.

## Levensloop
Wilfried Dumon was een zoon van Joseph Dumon en Madeleine De Puydt. Ze hadden zes kinderen. Tijdens zijn jeugdjaren was Dumon, die op het Walplein woonde, actief in de acolietenopleiding georganiseerd in het Brugse Begijnhof. Hij was ook actief in de KSA, en was hoofdman van de studentenbond Breydelstede in het Sint-Lodewijkscollege. 
Na de humaniora aan het Sint-Lodewijkscollege in Brugge, trad Dumon in het seminarie van het bisdom Brugge in. Naast de studies in het seminarie, studeerde hij ook aan de Gregoriana in Rome. Hij promoveerde tot licentiaat theologie, licentiaat kerkelijk recht en baccalaureus in beide rechten. Hij werd tot priester gewijd op 30 september 1956 in de Begijnhofkerk in Brugge.
Hij werd benoemd tot medepastoor van de Sint-Maartenparochie in Kortrijk (1958-1959). In april 1959 werd hij professor aan het Groot-Seminarie en vervulde vele jaren de functie van directeur van de afdeling theologie (1959-1969) en van econoom (1969-1989). Hij doceerde er moraaltheologie, kerkelijk recht en esthetica (oud-christelijke kunst). Hij bekommerde zich speciaal om het roerend erfgoed van het seminarie, meer bepaald de schilderwerken en de handschriften met miniaturen.
Van 1985 tot 2005 was hij officiaal van de kerkelijke rechtbank in het bisdom Brugge. Na de fusie van deze rechtbank binnen de Interdiocesane Rechtbank van eerste instantie in Vlaanderen, was hij van 2006 tot 2008 rechter in de interdiocesane rechtbank van tweede instantie, met zetel in Antwerpen.
Hij was sinds 1987 kanunnik van het kapittel van de Sint-Salvatorskathedraal en sinds 1999 aartspriester.
In 1989 werd hij rector van de monialen benedictinessen van de Sint-Godelieveabdij in de Boeveriestraat, Brugge. 
Binnen het Brugse vicariaat voor de religieuzen was hij vanaf 2005 raadgever voor het onroerend patrimonium en het kunstpatrimonium ten dienste van de diocesane religieuze congregaties.
Vanaf 2001 was hij vertegenwoordiger van de bisschop in het tribunaal dat de faam van heiligheid van de dienaar Gods Constant Lievens S.J. onderzoekt. Hij legde, met de andere leden, de eed af zijn opdracht getrouw te vervullen en het geheim van het onderzoek te bewaren. 
Hij was lid van de stuurgroep die van 2010 tot 2013 het onderzoeksproject begeleidde over de geschiedenis van kanunnik Rodolphe Hoornaert en de congregatie van de Dochters van de Kerk in het Begijnhof van Brugge. Hij was ook lid van het dagelijks bestuur van het Wit-Gele Kruis van West-Vlaanderen.
Als kunstliefhebber en collectioneur heeft Dumon bijgedragen tot de herwaardering van de gebroeders Frans-Lodewijk en Edouard De Pape die de neogotische miniatuurkunst in het negentiende-eeuwse Brugge tot een nieuw hoogtepunt brachten. 
Dumon stond bekend als een goed causeur en vooral voor zijn humoristische tot sarcastische bemerkingen, behorende tot het genre van de onderkoelde 'Brugse humor'.
Hij overleed na een langdurig ziekbed. Op 23 mei 2014 werd in een bomvolle kathedrale kerk, in aanwezigheid van kardinaal Godfried Danneels, de uitvaartmis opgedragen door monseigneur Jozef De Kesel en de homilie uitgesproken door de deken van het kathedraalkapittel Jan Tilleman. Dumon is daarna bijgezet in de crypte van de kanunniken op het stedelijk kerkhof te Steenbrugge.
Hij is de homoniem van de emeritus hoogleraar van de KU Leuven Wilfried A. Dumon, gezinssocioloog.

## Publicaties
- Breydelstede, 80 jaar geschiedenis, Brugge, 1949.
- "Zekerheid omtrent doodzonde", in: Collationes Brugenses et Gandavenses, 1966.
- "Vragen rond de betekenis van de H. Schrift voor de moraal", in: Collationes Brugenses et Gandavenses, 1966.
- "Van statische naar dynamische normen in de christelijke moraal", in: Collationes Brugenses et Gandavenses, 1966.
- "Geweten en gemeenschap", in: Collationes Brugenses et Gandavenses, 1966.
- "Christelijke zin van menselijke ethiek", in: Collationes Brugenses et Gandavenses, 1970.
- "Enkele recente gebedenbundels", in: Collationes Brugenses et Gandavenses, 1971
- Grootseminarie Brugge, brochure t.g.v. het 150-jarig jubileum van het seminarie in 1984 (herdrukt oktober 1997).
- "Homilie bij de uitvaart van kanunnik Boudewijn Janssens de Bisthoven", in: Ministrando, juli 2005.
- "Homilie bij de uitvaart van kanunnik Felix Van den Berghe", in: Ministrando, augustus 2006.
- "The Bruges Illuminator Ferdinand de Pape. His Workshop, Production and Methods", in: Thomas Coomans & Jan De Maeyer (reds), The Revival of Medieval Illumination. Nineteenth-Century Belgium Manuscripts and Illuminations from a European Perspective (KADOC Artes 8), Leuven University Press, 2007, p. 244-264.